# Windows Insider
Windows Insider (или Программа предварительной оценки Windows) — это открытая программа тестирования программного обеспечения от Microsoft, которая позволяет пользователям во всем мире, владеющим действующей лицензией Windows 11, Windows 10 или Windows Server, зарегистрироваться для получения предварительных сборок. Ранее была доступна только разработчикам программного обеспечения.
Microsoft запустила Windows Insider для разработчиков, корпоративных тестировщиков и «технически способных» тестировать новые функции разработчиков в предварительном выпуске программного обеспечения и сборок для сбора отзывов о низкоуровневой диагностике, чтобы идентифицировать, исследовать, смягчать и улучшать Windows 10 с помощью, поддержка и руководство Участников программы предварительной оценки в прямом общении с инженерами Microsoft через собственный канал связи и диагностики.
Об этом было объявлено 30 сентября 2014 года вместе с Windows 10. К сентябрю 2015 года в программе Windows Insider приняли участие более 7 миллионов человек. 12 февраля 2015 года Microsoft начала тестировать предварительные версии Windows 10 Mobile. Microsoft объявила, что программа Windows Insider будет продолжаться после официального выпуска Windows 10 для будущих обновлений.
Габриэль Аул и Дона Саркар ранее возглавляли программу предварительной оценки Windows. Нынешним руководителем программы Windows Insider является Аманда Ланговски. Подобно программе предварительной оценки Windows, команды Microsoft Office, Microsoft Edge, Skype, Bing, Xbox и Visual Studio Code создали свои собственные программы предварительной оценки.

## История
Первоначально Microsoft запустила Windows Insider для корпоративных тестировщиков и «технически способных» тестировать новые функции разработчиков и собирать отзывы для улучшения функций, встроенных в Windows 10. К моменту официального запуска Windows 10 для ПК всего было зарегистрировано 5 миллионов добровольцев как на Windows 10, так и на Windows 10 Mobile. Они также были одними из первых, кто получил официальное обновление до Windows 10.
С выпуском Windows 10 приложение Windows Insider было объединено с приложением «Параметры». Это сделало возможность установки предварительных сборок Windows Insider дополнительной функцией, к которой можно было получить доступ непосредственно из Windows 10.
В мае 2017 года Microsoft объявила, что программа будет распространена на Windows Server 2016. Первая сборка Insider для этой операционной системы была выпущена 13 июля 2017 года.
24 июня 2021 года Microsoft объявила, что программа будет распространена на Windows 11, а каналы Dev и Beta перейдут на новую операционную систему. Первая сборка Insider для Windows 11 была выпущена 28 июня 2021 года для канала Dev.

## Каналы
Обновления Windows Insider Preview доставляются тестировщикам по разным каналам (ранее «веткам») или логическим категориям: Участники программы предварительной оценки Windows в канале разработки (ранее «Fast Ring») получают обновления раньше, чем участники программы предварительной оценки Windows в бета-канале (ранее «Slow Ring»), но может возникнуть больше ошибок и других проблем. Канал Release Preview был представлен в феврале 2016 года.
5 ноября 2019 года Microsoft отказалась от кольца Skip Ahead из программы предварительной оценки Windows, заявив: «Наша цель — предоставить всем участникам кольца Fast самые свежие сборки одновременно».
15 июня 2020 года Microsoft представила модель «каналов» в своей программе предварительной оценки Windows, заменив модель «веток».
6 марта 2023 года Microsoft объявила, что канал Canary теперь доступен для общественности, что позволяет пользователям опробовать «горячие» сборки, которые включают экспериментальные и передовые функции.
| Канал           | Описание |
| --------------- | --- |
| Canary          | В этом канале сборки, прошедшие только базовые автоматические тесты, будут тестироваться и проверяться. Эти сборки находятся в ранних циклах разработки с новейшим кодом и выпускаются ежедневно, но относительно нестабильны и содержат ошибки. |
| Dev             | В этом канале инсайдеры будут иметь доступ к сборкам, которые тестируются и проверяются на каналах Canary и Selfhost. Эти сборки более стабильны, чем Canary и Selfhost Channels, но все же имеют шероховатости и некоторую нестабильность.      |
| Beta            | На этом канале инсайдеры будут иметь доступ к сборкам, привязанным к конкретному предстоящему выпуску, и будут надежными благодаря обновлениям, проверенным Microsoft.                                                                           |
| Release Preview | На этом канале инсайдеры получат доступ к предстоящему выпуску Windows до того, как он будет выпущен для всего мира, с расширенными обновлениями качества и некоторыми ключевыми функциями.                                                      |

## Поддерживаемые устройства

### Поддерживаемые процессоры
17 июля 2017 года стали поступать сообщения о том, что Windows 10 Creators Update отказывается устанавливаться на ПК и планшеты с процессорами Intel Atom «Clover Trail». Поначалу казалось, что это может быть временная блокировка, поскольку Microsoft и партнеры по аппаратному обеспечению работают над устранением проблем, препятствующих нормальной работе операционной системы. Однако позже Microsoft подтвердила, что устройства с процессорами Intel Atom «Clover Trail» не будут получать обновление Creators Update, поскольку процессоры больше не поддерживаются Intel и не имеют соответствующей прошивки для правильной работы версий Windows 10. новее, чем юбилейное обновление.
Следующие процессоры больше не поддерживаются и останутся в Windows 10 Anniversary Update:
- Atom Z2760
- Atom Z2520
- Atom Z2560
- Atom Z2580

Поскольку ПК с неподдерживаемыми процессорами не могли получать обновления новых функций, Microsoft согласилась расширить поддержку этих ПК с помощью исправлений ошибок и обновлений безопасности для последней совместимой версии Windows 10.
Версии Windows 10, выпущенные до выпуска микропроцессора, также не поддерживаются, и установка этих операционных систем может активно блокироваться. Например, Windows 10 LTSB 2015 не будет устанавливаться на процессоры Kaby Lake.
Из-за проблем безопасности, таких как эксплойт нулевого дня, для Windows 11 теперь требуется ЦП Intel 8-го поколения или более поздней версии или ЦП AMD Ryzen 2-го поколения или более поздней версии с микросхемой безопасности Trusted Platform Module 2.0 и включенной функцией безопасной загрузки . Тестирование проводилось на процессорах Intel 7-го поколения и Ryzen 1-го поколения, но поддержка была прекращена до того, как была выпущена окончательная версия. Старые процессоры и системы без TPM или безопасной загрузки могут работать под управлением Windows 11, но для обновления до операционной системы потребуется внести изменения в системный реестр. Microsoft повысила вероятность того, что обновления для неподдерживаемых устройств в Windows 11 не будут предоставляться.

### Поддерживаемые устройства
Первоначально Microsoft запустила предварительную техническую версию Windows 10 для некоторых телефонов третьего поколения (серия x30) из своего семейства Lumia, а затем выпустила её для устройств второго поколения (серии x20) на этапе тестирования. Некоторые взломали свои телефоны, отличные от Lumia (которые в то время не поддерживались), чтобы загрузить предварительные сборки. В ответ Microsoft заблокировала все неподдерживаемые модели. Чтобы откатить установленную предварительную техническую версию до Windows Phone 8.1, Microsoft запустила средство восстановления устройств Windows, которое удаляет Windows 10 и восстанавливает последние официально выпущенные программы и прошивки.
Предварительная сборка 10080, выпущенная 14 мая 2015 года, стала первой сборкой, поддерживающей устройство, отличное от Lumia — HTC One M8 для Windows. За этим последовала Xiaomi, которая в партнерстве с Microsoft 1 июня 2015 года выпустила порт ПЗУ Windows 10 для своего флагманского телефона Mi 4. В то время он был ограничен определёнными зарегистрированными пользователями в Китае. Сборка 10080 и её последующая сборка 10166 также добавили поддержку устройств Lumia четвёртого поколения (серии x40). В результате все совместимые телефоны Lumia с Windows Phone 8 или более поздней версии теперь поддерживают предварительную версию.
В августе 2015 года Microsoft заявила, что, хотя все устройства Windows Phone, в том числе устройства от новых партнеров Microsoft по оборудованию, о которых было объявлено в прошлом году, получат окончательную версию Windows 10 Mobile, не все получат предварительные сборки через программу Insider. Однако в то время компания не предоставила никакой информации о том, будут ли добавлены новые устройства в программу предварительного просмотра. Вместо этого Microsoft сосредоточилась на продвижении новых устройств с Windows 10 Mobile, включая их флагманы Lumia 950 и Lumia 950 XL, а также недорогие Lumia 550 и Lumia 650. С момента своего выпуска эти новые устройства с Windows 10 получили право на получение будущих обновлений заранее через программу Insider, начиная со сборки 10586 4 декабря 2015 года.
19 февраля 2016 года Microsoft выпустила первую предварительную версию Windows 10 Mobile «Redstone», сборка 14267. Начиная с этой сборки, будущие предварительные версии стали доступны исключительно для устройств, на которых уже была запущена предварительная версия ОС без предварительной оценки, за исключением Версия прошивки Mi4. За этим последовала сборка 14291, выпущенная для существующих устройств с Windows 10 17 марта 2016 года вместе с официальным выпуском RTM Windows 10 Mobile для Lumias третьего и четвёртого поколения. На следующей неделе он стал доступен для недавно обновленных старых Lumia в дополнение к нескольким другим устройствам, которые в то время уже работали на Windows 10 Mobile.
Все поддерживаемые устройства впоследствии получили предварительные сборки Insider Preview, вплоть до сборки 15063, «Обновление для авторов», выпущенное 20 марта 2017 года. Это включало официальный выпуск сборки 14393 «Юбилейное обновление» 2 августа 2016 года. Однако в апреле 2017 года было объявлено, что многие устройства, включая все Lumia третьего поколения, не получат RTM-версию Creators Update и дальнейшие сборки разработки «Redstone» после отзывов пользователей. Из поддерживаемых устройств почти все, за исключением Lumia 640 и её варианта XL, изначально поставлялись с Windows 10 Mobile вместо Windows Phone 8.1.
| Производитель                   | Устройство                                            | Порог (RTM)                     | Редстоун 1 (юбилейное обновление) | Редстоун 2 (обновление для авторов) | Редстоун 2 (обновление для авторов) |
| Производитель                   | Устройство                                            | Порог (RTM)                     | Редстоун 1 (юбилейное обновление) | Первый выпуск                       | Второй выпуск                       |
| Мобильные устройства Windows 10 | Мобильные устройства Windows 10                       | Мобильные устройства Windows 10 | Мобильные устройства Windows 10   | Мобильные устройства Windows 10     | Мобильные устройства Windows 10     |
| ------------------------------- | ----------------------------------------------------- | ------------------------------- | --------------------------------- | ----------------------------------- | ----------------------------------- |
| Acer                            | Жидкий Джейд Примо                                    | Нет                             | 14393                             | Да                                  | Нет                                 |
| Алкатель                        | Свирепый XL                                           | Нет                             | Да                                | Да                                  | Только предварительный просмотр     |
| Алкатель                        | идол 4с                                               | Нет                             | Да                                | Да                                  | Только предварительный просмотр     |
| HP                              | Элита х3                                              | Нет                             | 14291                             | Да                                  | Только предварительный просмотр     |
| MCJ                             | Мадосма Q501                                          | Нет                             | 14291                             | Да                                  | Нет                                 |
| MCJ                             | Мадосма Q601                                          | Нет                             | Нет                               | 15063                               | Только предварительный просмотр     |
| Microsoft Mobile                | Люмия 550                                             | 10586                           | 14291                             | Да                                  | Запланировано, но отменено          |
| Microsoft Mobile                | Люмия 650                                             | 10586                           | Да                                | Да                                  | Только предварительный просмотр     |
| Microsoft Mobile                | Люмия 950                                             | 10586                           | Да                                | Да                                  | Только предварительный просмотр     |
| Microsoft Mobile                | Люмия 950 XL                                          | 10586                           | Да                                | Да                                  | Только предварительный просмотр     |
| СофтБанк                        | 503LV                                                 | Нет                             | Нет                               | 15063                               | Только предварительный просмотр     |
| Trinity (Mobile)                | НюАнс Нео                                             | Нет                             | Нет                               | 15063                               | Только предварительный просмотр     |
| Вайо                            | VPB051                                                | Нет                             | Нет                               | 15063                               | Нет                                 |
| Вайо                            | Телефонный бизнес                                     | Нет                             | Нет                               | 15063                               | Только предварительный просмотр     |
| Устройства с Windows Phone 8.1  |                                                       |                                 |                                   |                                     |                                     |
| BLU Products                    | Вин HD W510U                                          | Нет                             | 14291                             | Да                                  | Нет                                 |
| BLU Products                    | Выиграй HD LTE X150Q                                  | Нет                             | 14267                             | Да                                  | Нет                                 |
| HTC                             | Один М8                                               | 10080                           | Нет                               | Нет                                 | Нет                                 |
| LG                              | Ланцет                                                | 10586                           | Нет                               | Нет                                 | Нет                                 |
| Нокиа / Майкрософт Мобильный    | Серия Lumia 430 включает модели 430 и 435.            | 10051                           | 14291                             | Да                                  | Нет                                 |
| Нокиа / Майкрософт Мобильный    | Lumia 520 -серия Включает модели 520, 521, 525 и 526. | 10051                           | Нет                               | Нет                                 | Нет                                 |
| Нокиа / Майкрософт Мобильный    | Люмия 530                                             | 10051                           | Нет                               | Нет                                 | Нет                                 |
| Нокиа / Майкрософт Мобильный    | Люмия 532                                             | 10051                           | 14291                             | Да                                  | Нет                                 |
| Нокиа / Майкрософт Мобильный    | Люмия 535                                             | 10051                           | 14291                             | Да                                  | Нет                                 |
| Нокиа / Майкрософт Мобильный    | Люмия 540                                             | 10080                           | 14291                             | Да                                  | Нет                                 |
| Нокиа / Майкрософт Мобильный    | Люмия 620                                             | 10051                           | Нет                               | Нет                                 | Нет                                 |
| Нокиа / Майкрософт Мобильный    | Люмия 625                                             | 10051                           | Нет                               | Нет                                 | Нет                                 |
| Нокиа / Майкрософт Мобильный    | Серия Lumia 630 включает модели 630, 635, 636 и 638.  | Да                              | 14291 Кроме 512 МБ                | Да, кроме 512 МБ                    | Нет                                 |
| Нокиа / Майкрософт Мобильный    | Люмия 640                                             | 10586                           | 14291                             | Да                                  | Только предварительный просмотр     |
| Нокиа / Майкрософт Мобильный    | Люмия 640 XL                                          | 10080                           | 14291                             | Да                                  | Только предварительный просмотр     |
| Нокиа / Майкрософт Мобильный    | Люмия 720                                             | 10051                           | Нет                               | Нет                                 | Нет                                 |
| Нокиа / Майкрософт Мобильный    | Люмия 730                                             | 9941                            | 14291                             | Да                                  | Нет                                 |
| Нокиа / Майкрософт Мобильный    | Люмия 735                                             | 10051                           | 14291                             | Да                                  | Нет                                 |
| Нокиа / Майкрософт Мобильный    | Люмия 810                                             | 10051                           | Нет                               | Нет                                 | Нет                                 |
| Нокиа / Майкрософт Мобильный    | Люмия 820                                             | 10051                           | Нет                               | Нет                                 | Нет                                 |
| Нокиа / Майкрософт Мобильный    | Люмия 822                                             | 10051                           | Нет                               | Нет                                 | Нет                                 |
| Нокиа / Майкрософт Мобильный    | Люмия 830                                             | Да                              | 14291                             | Да                                  | Нет                                 |
| Нокиа / Майкрософт Мобильный    | Люмия 920                                             | 10051                           | Нет                               | Нет                                 | Нет                                 |
| Нокиа / Майкрософт Мобильный    | Люмия 925                                             | 10051                           | Нет                               | Нет                                 | Нет                                 |
| Нокиа / Майкрософт Мобильный    | Люмия 928                                             | 10051                           | Нет                               | Нет                                 | Нет                                 |
| Нокиа / Майкрософт Мобильный    | Иконка Люмия                                          | 10051                           | 14332                             | Да                                  | Нет                                 |
| Нокиа / Майкрософт Мобильный    | Люмия 930                                             | 10080                           | 14291                             | Да                                  | Нет                                 |
| Нокиа / Майкрософт Мобильный    | Люмия 1020                                            | 10051                           | Нет                               | Нет                                 | Нет                                 |
| Нокиа / Майкрософт Мобильный    | Люмия 1320                                            | 10051                           | Нет                               | Нет                                 | Нет                                 |
| Нокиа / Майкрософт Мобильный    | Люмия 1520                                            | 10051                           | 14291                             | Да                                  | Нет                                 |
| Прошивки для устройств MIUI     |                                                       |                                 |                                   |                                     |                                     |
| Сяоми                           | Ми4                                                   | 10080                           | Да                                | Да                                  | Нет                                 |